# Gustav Völpel
Gustav Ludwig Völpel (* 12. Mai 1901 in Holeschow, Kreis Luzk, Wolhynien, heute  Голишів transkr. Holyschiw/Hołyszów, Volyns’ka, Ukraine; † 8. Februar 1959 in Berlin) war ein deutscher Scharfrichter und Krimineller.

## Leben
Gustav Völpel lebte seit 1918 in Berlin. Er war Lagerarbeiter und danach bis 1939 bei der UFA in Babelsberg Filmkopierer. Er wurde in der NS-Zeit wegen Wehrkraftzersetzung zum Tode verurteilt, in der zweiten Instanz zu 15 Jahren Zuchthaus begnadigt und war danach bis Kriegsende im KZ Dachau.
Als 1945 in Berlin wieder ein Scharfrichter gesucht wurde, erhielt Völpel diesen Posten und wurde Angestellter des Justizvollzugs. In dieser Zeit war er in kriminelle Machenschaften Werner Gladows verwickelt und wurde am 28. März 1948 vor dem Schöffengericht Berlin-Mitte wegen Straßenraub und schwerer Körperverletzung angeklagt. Der Prozess musste wiederholt werden, da Völpel in Dresden drei Todesurteile vollstrecken musste und nicht vor Gericht erscheinen konnte. Er wurde zu zwei Monaten Haft verurteilt.
Dies hielt ihn nicht ab, im November 1948 mit dem Studenten Hans Gerhard Glauche weitere Straftaten zu begehen, er wurde unter anderem wegen Amtsanmaßung zu zwei Jahren Haft verurteilt. Eine weitere siebenjährige Zuchthausstrafe saß er in der Strafanstalt Tegel ab, aus der er 1957 entlassen wurde.
Vermutlich war er der Henker des Mörders Berthold Wehmeyer – dem letzten in Westberlin hingerichteten Straftäter.